# Aleksandr Ivaškevitš
Aleksandr Ivaškevitš (ur. 27 kwietnia 1960 w Tbilisi) – radziecki i estoński aktor filmowy i teatralny. Zagrał m.in. główną rolę w filmie Jarosław – książę Rusi (2009).

## Wybrana filmografia
- 2009: Jarosław – książę Rusi jako Jarosław
- 2009: Iwan Groźny jako Andriej Kurbski
- 2012: Niebiańskie żony Łąkowych Maryjczyków jako Sasza